# Staatspolizeileitstelle Hamburg
Die Staatspolizeileitstelle Hamburg war die zentrale Dienststelle der Geheimen Staatspolizei (Gestapo) in Hamburg zur Zeit des Nationalsozialismus. Vorläufer war die Hamburger Staatspolizei, die ab Dezember 1935 offiziell die Bezeichnung Geheime Staatspolizei führte. Später wurde die Hamburger Gestapostelle zur Leitstelle erhoben und war schließlich übergeordnete Instanz diverser Gestapo-Außenstellen in Norddeutschland. Angehörige der Hamburger Gestapo waren maßgeblich an der Verfolgung und Misshandlung von Gegnern des NS-Regimes, Juden und weiteren NS-Opfergruppen beteiligt. Nach dem Einmarsch der britischen Armee in Hamburg Anfang Mai 1945 wurden ehemalige Angehörige der Hamburger Gestapo größtenteils interniert und mussten sich vielfach vor Gericht für ihre Taten verantworten. Am ehemaligen Gestapo-Hauptquartier Hamburger Stadthaus wird heute der Opfer staatspolizeilicher Verfolgung durch eine Gedenktafel und Stolpersteine gedacht. Die Stadt Hamburg plant dort die Einrichtung einer Dokumentationsstätte für das Gedenken an die Opfer der Polizeigewalt. Eine umfassende wissenschaftliche Studie zur Hamburger Gestapo liegt derzeit nicht vor.

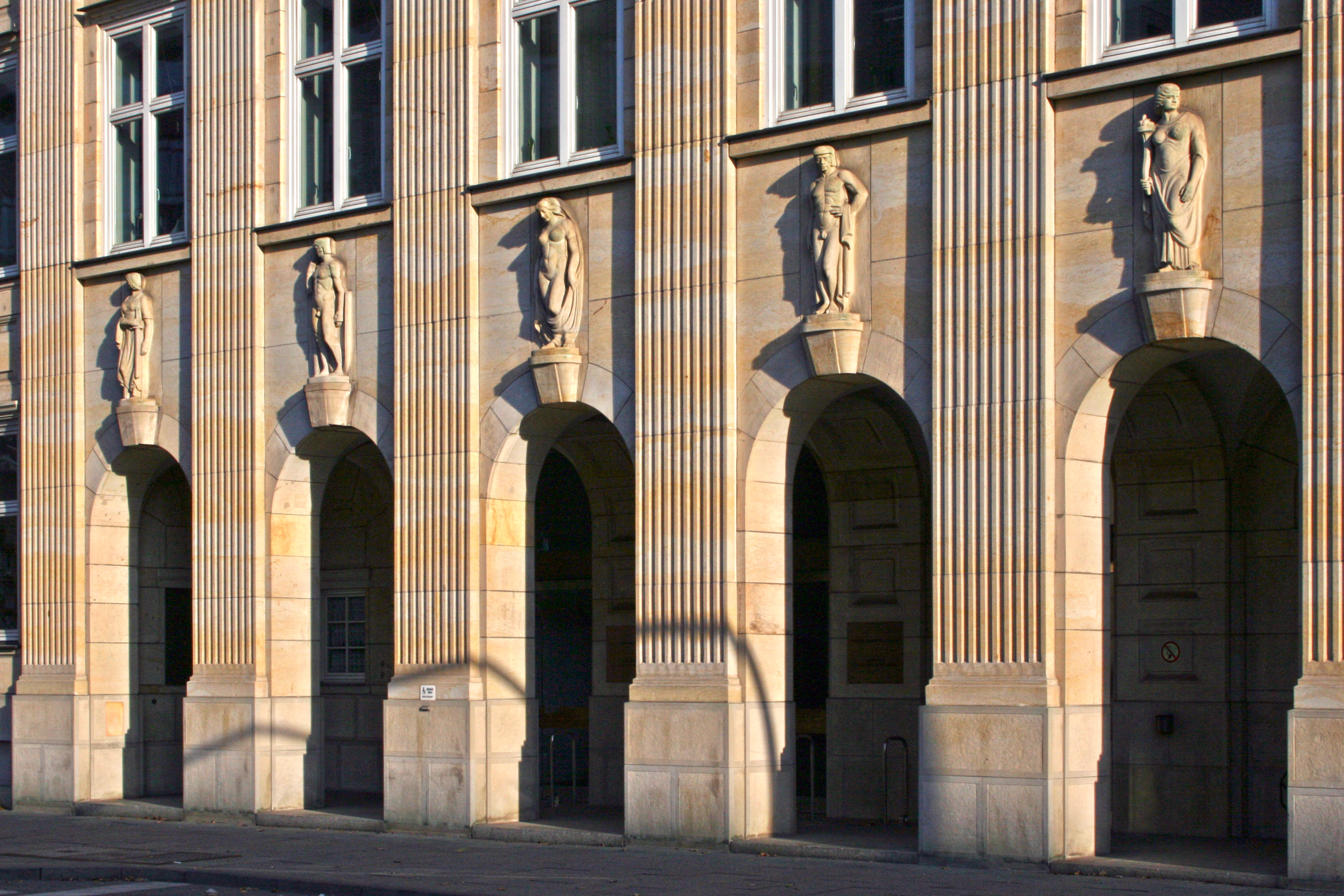
Stadthaus Hamburg Nebengebäude, Eingang der ehemals dort ansässigen Behörde für Stadtentwicklung und Umwelt, bis 1943 Eingang des Gestapo-Hauptquartiers, unter den Arkaden links die Gedenktafel für Gestapo-Opfer.

## Vorläufer der Gestapo Hamburg: Hamburger Staatspolizei
Unmittelbar nach der Reichstagswahl am 5. März 1933 übernahmen die Nationalsozialisten in Hamburg unter anderem die Kontrolle über die Polizei. Auch die Hamburger Staatspolizei unterstand als Kriminalpolizeiabteilung nun dem neuen Polizeisenator und Polizeiherrn Alfred Richter, mit dessen Amtsantritt sie am 6. März 1933 gleichgeschaltet wurde. Als Politische Polizei Hamburgs führte sie ab Dezember 1935 die Bezeichnung Geheime Staatspolizei. Ihre Bedeutung erweiterte sie bereits auf Basis der Reichstagsbrandverordnung vom 28. Februar 1933, mit der Bürger ihrer zentralen Freiheitsrechte beraubt und vermeintliche oder tatsächliche Gegner des NS-Regimes willkürlich in Schutzhaft genommen werden konnten.
Bekannte NS-Gegner und „politische unzuverlässige“ Beamte der Hamburger Staatspolizei wurden beurlaubt und nach Inkrafttreten des Berufsbeamtengesetzes im April 1933 entlassen oder mit weniger wichtigen Polizeifunktionen betraut. Das Personal der Hamburger Staatspolizei wurde mehrheitlich ausgetauscht: Nationalsozialistisch eingestellte Beamte wurden von anderen Polizeidienststellen zur Hamburger Staatspolizei versetzt und freie Stellen insbesondere mit arbeitslosen SA- und SS-Männern besetzt. Etliche langjährig erfahrene Beamte der Hamburger Staatspolizei verblieben jedoch in ihren Funktionen.
Bis März 1933 gehörten der Hamburger Staatspolizei 70 Beamte an, deren Anzahl sich bis Anfang 1934 mit 151 Beamten mehr als verdoppelte. Leiter der Hamburger Staatspolizei wurde im März 1933 der Angehörige der örtlichen NSDAP-Gauleitung Anatol Milewski-Schroeden, der am 15. Mai 1933 durch den Hauptmann der Schutzpolizei Walter Abraham abgelöst wurde. Am 20. Oktober 1933 folgte der SS-Führer Bruno Streckenbach Abraham im Amt nach.
Am 6. Oktober 1933 gliederte der Hamburger Senat die Hamburger Staatspolizei aus der Kriminalpolizei aus und unterstellte sie am 24. November 1933 dem Reichsführer SS Heinrich Himmler. Somit wurde dem Innensenator Richter und dem neuernannten Polizeipräsidenten Wilhelm Boltz, der nach einer Vakanz dem kurzzeitig amtierenden Hans Nieland in dieser Funktion nachfolgte, der Einfluss auf die Hamburger Staatspolizei entzogen.

### Zerschlagung des Arbeiterwiderstandes
Die Zerschlagung des Arbeiterwiderstands war in den ersten Jahren nach der nationalsozialistischen Machtübernahme vorrangiges Ziel der Hamburger Staatspolizei. Noch am Abend des 5. März 1933 beauftragte der Hamburger Gauleiter Karl Kaufmann den nationalsozialistischen Polizeibeamten Peter Kraus mit der Leitung eines Fahndungskommandos der Hamburger Staatspolizei, das insbesondere in der Illegalität operierende kommunistische und sozialistische Gruppen zerschlagen sollte. Zur personellen Verstärkung bestand vom 24. März 1933 bis Januar 1934 unter der Führung von Oberleutnant Franz Kosa das 36-köpfige „Kommando zur besonderen Verwendung“ (KzbV) der Ordnungspolizei, das eng mit dem „Fahndungskommando Kraus“ kooperierte. Innerhalb weniger Monate wurden zahlreiche politische Gegner des NS-Regimes aufgespürt und verhaftet. Im Zentrum staatspolizeilicher Verfolgung standen zunächst Angehörige des Rotfrontkämpferbundes und der KPD-Bezirksleitung. Die in Schutzhaft genommenen NS-Gegner misshandelte man während ihrer Festnahme und bei „verschärften Vernehmungen“ oft schwer. Von März 1933 bis Oktober 1934 nahmen Mitarbeiter der Hamburger Staatspolizei über 5000 Kommunisten fest. Staatspolizeiliche Vorermittlungen führten bis 1939 zu etwa 600 Prozessen vor dem Oberlandesgericht Hamburg und 100 Verfahren vor dem Volksgerichtshof aufgrund von Vorbereitung zum Hochverrat. Infolge der Durchdringung der illegalen KPD mit V-Leuten und Spitzeln stellte die illegale Hamburger Parteiführung im Frühjahr 1936 die Weiterführung des organisierten Widerstands zunächst ein.
Obwohl bereits im Juni 1933 führende Sozialdemokraten festgenommen wurden und sich zeitweise in Haft befanden, ging die Hamburger Staatspolizei erst ab Oktober 1934 verstärkt gegen den sozialdemokratischen Widerstand vor. Der aus Mitgliedern des Reichsbanners und der SPD organisierte sozialdemokratische Widerstand war bis 1937 zerschlagen.

### Gestapo-Dienststelle – Das Stadthaus als „Ort des Terrors“

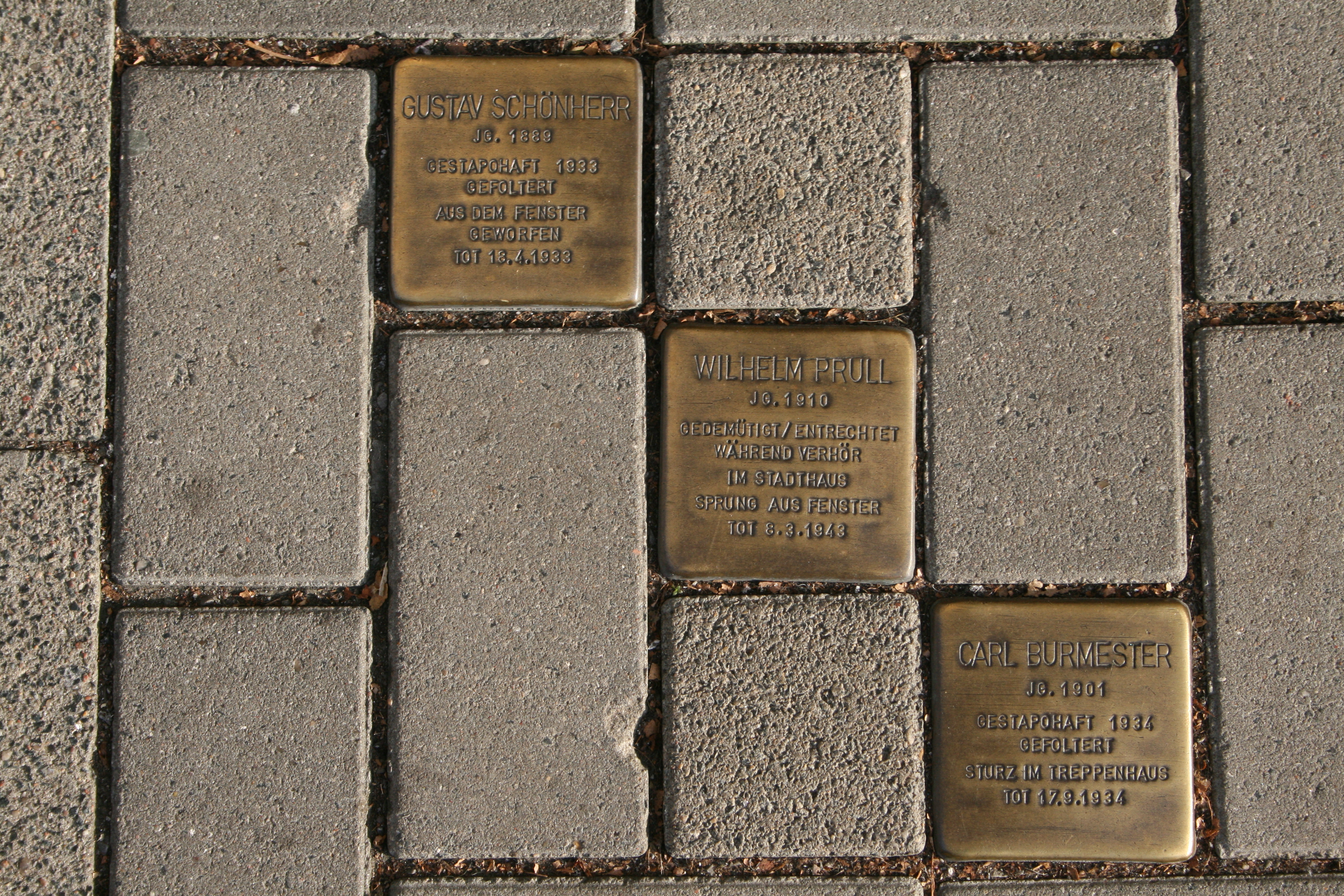
Stolpersteine vor dem Hamburger Stadthaus für die dort umgekommenen Gestapo-Opfer Gustav Schönherr (1889–1933), Wilhelm Prüll (1910–1943) und Carl Burmester (1901–1934)

Bereits seit 1814 nutzte die Hamburger Polizeibehörde das Hamburger Stadthaus als zentralen Dienstsitz. Neben anderen Polizeiabteilungen war zur Zeit der Weimarer Republik und des nationalsozialistischen Regimes auch die Hamburger Staatspolizei beziehungsweise anschließend die Gestapo durchgehend bis zum 24./25. Juli 1943 im Erweiterungsbau des Stadthauses mit der Adresse Stadthausbrücke 8 untergebracht. Nachdem das Stadthaus während der Operation Gomorrha nach Luftangriffen der Royal Air Force durch Bombentreffer zerstört worden war, verlegte man die Dienststelle der Staatspolizeileitstelle vorübergehend in Räume der Schulverwaltung in der Dammtorstraße 25. Nach mehreren Wochen wurden schließlich Räumlichkeiten im Ziviljustizgebäude am Sievekingsplatz bis Kriegsende Dienstsitz der Staatspolizeileitstelle.
Im Stadthaus wurden durch Gestapomitarbeiter Gefangene während der Vernehmungen schwer misshandelt, um Geständnisse zu erpressen. Die Keller dienten als Hafträume, in denen Gefangene unter menschenunwürdigen Bedingungen vorübergehend inhaftiert und gefoltert wurden.
Dokumentiert ist das Verhör des 1936 hingerichteten Hamburger KPD-Funktionärs, Bürgerschaftsabgeordneten und ehemaligen Leiters des örtlichen Rotfrontkämpferbundes Etkar André, das am 26. März 1933 im Beisein fünf weiterer Häftlinge und des Gauleiters Kaufmann im Hamburger Stadthaus durchgeführt wurde:

„Man fragte ihn zunächst, ob er aussagen wolle. Als er dies verneinte, fiel das Schlägerkommando über ihn her und schlug ihn mit Gummiknüppeln zusammen. Als André bereits bewusstlos am Boden lag, traten sie ihn noch mit den Füßen. Dann rissen sie ihn hoch, legten ihn über die Stehpulte, zogen ihm die Hosen aus und schlugen solange mit Nilpferdpeitschen und Gummiknüppeln auf ihn ein, bis sein Körper nur noch eine blutige Masse war. Nunmehr wurde André wieder aufgefordert auszusagen. Er konnte jedoch nicht mehr sprechen und verlangte nur nach Wasser. Darauf nahm einer der Gestapobeamten eine Flasche mit Wasser und schlug sie André ins Gesicht. Man reichte ihm mehrere Bogen Papier, und er sollte seine Aussagen aufschreiben.“

### Haftstätten
Ab März 1933 wurden Schutzhäftlinge zunächst im Untersuchungsgefängnis und in einem ungenutzten Gebäudeteil der Strafanstalt Fuhlsbüttel untergebracht. Da die Zahl der in Schutzhaft genommenen Personen rasant anstieg (bis Mai 1933 1750 Schutzhäftlinge) belegte man im April 1933 das neu eingerichtete KZ Wittmoor mit Gefangenen. Nach der Schließung dieses Lagers im Oktober 1933 überführte man die dort einsitzenden Häftlinge in das seit September 1933 offiziell als Konzentrationslager bezeichnete KZ Fuhlsbüttel.
Ab Dezember 1933 unterstand das KZ Fuhlsbüttel der Polizei und wurde ab 1936 regulär als Polizeigefängnis Fuhlsbüttel bezeichnet. Das Haftstättenpersonal setzte sich aus Gestapobeamten zusammen. Zur Erzwingung von Geständnissen wurden auch dort Häftlinge gefoltert.

## Organisation
Nach der im Herbst 1936 erfolgten Reorganisation der Deutschen Polizei wurde reichsweit auch die Gestapo vereinheitlicht: Zum einen führte nun die Politische Polizei außerhalb Preußens generell den Namen Geheime Staatspolizei und die entsprechenden Polizeibehörden bzw. Dienststellen wurden einheitlich zu Staatspolizeistellen bzw. den ihn übergeordneten Staatspolizeileitstellen. Den Staatspolizeileitstellen war im Rahmen der reorganisierten Polizei wiederum als Gestapo-Zentrale das Geheime Staatspolizeiamt in Berlin gegenüber weisungsbefugt, das zunächst dem Hauptamt Sicherheitspolizei unterstellt und ab September 1939 als Amt IV Teil des Reichssicherheitshauptamtes (RSHA) war. Gauleiter Karl Kaufmann übernahm die „politische Leitung“ der Hamburger Gestapo und übte so auf diese Verfolgungsinstanz erheblichen Einfluss aus.
Ab Anfang Februar 1938 war der Gestapo und Kriminalpolizei in Hamburg örtlich ein Inspekteur der Sicherheitspolizei und des SD (IdS) vorgeschaltet, der wiederum dem Höheren SS- und Polizeiführer (HSSPF) unterstand. Erster IdS im Wehrkreis X war Bruno Streckenbach. Streckenbach folgten in dieser Funktion Erwin Schulz (1940–1941) und Johannes Thiele (1942–1945) nach. Im April 1945 wurde der IdS durch einen Befehlshaber der Sicherheitspolizei und des SD (BdS) ersetzt, diese Position bekleidete ab dem 14. April 1945 Walther Bierkamp. Als örtlich zuständige HSSPF fungierten Hans-Adolf Prützmann (1937–1941), Rudolf Querner (1941–1943) und zuletzt Georg-Henning von Bassewitz-Behr (1943–1945).
Hauptaufgabe der Staatspolizeileitstelle war die Ermittlung und Ingewahrsamnahme von Gegnern des NS-Regimes beziehungsweise von Personen, die nach nationalsozialistischen Gesetzen und Verordnungen als Rechtsbrecher angesehen wurden. Zu diesem Zweck erhielt die Gestapo weitreichende Vollmachten zur Beschränkung bürgerlicher Freiheiten, wie dem Vereins- und Versammlungsrecht oder auch dem Post-, Brief- und Fernmeldegeheimnis. Im Zuge von Ermittlungen sammelte die Gestapo belastendes Material zur Vorbereitung von Gerichtsverfahren und konnte Schutzhaft sowie Exekutionen anordnen.

### Personal
Leiter der Staatspolizeileitstelle Hamburg war bis zum 1. Februar 1938 Bruno Streckenbach, ihm folgte kommissarisch Günter Kuhl im Juli 1938 im Amt nach. Am 1. Januar 1940 wurde Heinrich Seetzen mit der Leitung der Hamburger Gestapo beauftragt, der dieses Amt von Juli 1941 bis August 1942 in Abwesenheit bekleidete. Im September 1942 übernahm Josef Kreuzer die Leitung der Hamburger Gestapo, bis er am 1. Juli 1944 in dieser Funktion von Hans Wilhelm Blomberg abgelöst wurde, der bis Kriegsende auf diesem Posten blieb.
Stellvertretende Gestapoleiter waren u. a. Ingo Eichmann (1938 bis September 1939), Regierungsrat Teesenfitz (bis 1943), SS-Sturmbannführer Hintze (zeitweise 1943), Regierungsrat Jacob (bis Anfang 1944) und Regierungsrat Achterberg (wahrscheinlich bis Kriegsende).
Gegen Ende 1936 waren mehr als 200 Gestapobeamte in Hamburg tätig. Im August 1944 beschäftigte die Staatspolizeileitstelle ungefähr 260 männliche und weibliche Gestapobeamte, dazu kamen noch jeweils Angestellte und sonstiges Personal. Neben dem Gefängnispersonal im Polizeigefängnis Fuhlsbüttel stellte die Gestapo auch die Wachmannschaft im 1943 eingerichteten Arbeitserziehungslager Langer Morgen.
Während des Zweiten Weltkrieges wurden Hamburger Gestapobeamte teils auch in den deutsch besetzten Gebieten eingesetzt und erhielten dort Aufgaben bei der Sicherheitspolizei und dem SD oder auch den Einsatzgruppen. Im deutsch besetzten Dänemark etwa bauten im August 1943 75 Hamburger Gestapobeamte Dienststellen der Gestapo zur Unterdrückung des dänischen Widerstands auf. Die dadurch entstehenden personellen Vakanzen wurden durch Vermittlung des Arbeitsamtes mittels Dienstverpflichtungen wieder ausgeglichen. Größtenteils wurden die für die Gestapotätigkeit dienstverpflichteten Personen für Büroarbeiten oder Wachaufgaben eingesetzt, nur wenige nahmen an Ermittlungen oder Festnahmen teil. Die zumeist älteren und erfahrenen Gestapobeamte verblieben in leitenden Positionen.

### Außenstellen
Die Staatspolizeileitstelle Hamburg war im Wehrkreis X übergeordnete Instanz diverser Gestapo-Außenstellen in Norddeutschland. Im Zuge des Groß-Hamburg-Gesetzes wurden ab April 1937 die vormals preußischen Städte Altona, Wandsbek und Harburg-Wilhelmsburg nach Hamburg eingemeindet und die dortigen Gestapo-Dienststellen der Staatspolizeileitstelle Hamburg unterstellt.
Zudem bestanden Außenstellen der Hamburger Gestapo in Hamburg-Bergedorf und Cuxhaven. Des Weiteren wurden auch die Außenstellen in Düneberg (Sprengstoff A.G.), Krümmel (Dynamitfabrik Krümmel) und Lüneburg Teil der Staatspolizeileitstelle Hamburg.

### Aufbau
Bis 1937 war die Hamburger Staatspolizei folgendermaßen strukturiert: Dem leitenden Abteilungsvorstand unterstanden die Unterabteilungen A bis D, die wiederum in insgesamt 15 Inspektionen unterteilt waren. Von 1937 bis 1944 veränderte sich der strukturelle Aufbau der Staatspolizeileitstelle Hamburg nur unwesentlich und war an dem Aufbau des Geheimen Staatspolizeiamts im Hauptamt Sicherheitspolizei beziehungsweise ab September 1939 als Abteilung IV im Reichssicherheitshauptamt orientiert. Bei der Staatspolizeileitstelle Hamburg bestanden drei Abteilungen, die jeweils von Abteilungsleitern geführt wurden:
- I. Verwaltung mit zwei Dezernaten und sieben Sachgebieten
- II. Innerpolitische Polizei mit elf Dezernaten und wenigstens zehn Sachgebieten
- III. Abwehrpolizei mit fünf Dezernaten und wenigstens neun Sachgebieten

Organisationsplan der Abteilung II (Innerpolitische Polizei) von 1937 bis 1944:
- II A – Kommunismus und Marxismus
  - II A 1 Kommunismus
  - II A 2 Marxismus
  - II A 3 Staatsfeindliches Ausländertum
- II B – Kirche, Emigranten, Freimaurer, Judentum, Pazifismus
  - II B 1 Kirchenangelegenheiten
  - II B 2 Freimaurer, Judentum, Pazifismus, Emigranten
  - II B 3 Paßangelegenheiten, Ein- und Ausbürgerungen
- II C Sonderaufgaben und Attentatssachen u. a.
- II D Schutzhaft
- II E Wirtschaftspolitische, agrarpolitische und sozialpolitische Angelegenheiten, Heimtückesachen, Waffenstrafsachen, Vereins- und Versammlungswesen
  - II E 1 Wirtschaftspolitische Angelegenheiten
  - II E 2 Arbeitsvernachlässigung, Betriebssabotage, asoziale Betriebsverhältnisse
  - II E 3 Heimtücke- und Waffenstrafsachen
  - II E 4 Vereins- und Versammlungssachen
- II F Kartei, Personalakten, Auswertung, Leumundsangelegenheiten
- II G Sonderaufgaben und Attentatssachen u. a.
- II H Parteiangelegenheiten, Amtshandlungen bei Diplomaten und Konsuln, feindliche Handlungen gegen befreundete Staaten
- II N Nachrichten
- II P In- und Auslandspresse, Schrifttum und Kulturpolitik, Strafsachen in Bezug auf Abhören von ausländischen Sendern, Schwarzhörer
- II Hafen

Im Januar 1944 wurde die Staatspolizeileitstelle Hamburg nochmals reorganisiert, so wurden beispielsweise Dezernate und Sachgebiete umbenannt sowie teilweise zusammengeführt oder unterteilt.

## Entwicklung und Verfolgungsmaßnahmen
Nach der Zerschlagung des organisierten Arbeiterwiderstandes wurde das Arbeitermilieu mit Hilfe von V-Leuten und anderen Zuträgern umfassend überwacht. In diesem Zusammenhang kooperierte die Hamburger Gestapo eng mit anderen Polizeidienststellen, NS-Organisationen und -Funktionsträgern (Blockwarte) sowie Behörden. Auch politische Emigranten in Nord- und Westeuropa standen unter Beobachtung der Hamburger Gestapo und deren Exilorganisationen wurden durch V-Leute infiltriert. Ab Mitte der 1930er Jahre verstärkten nicht mit dem Bereich Kommunismus-Marxismus befasste Dezernate der Hamburger Gestapo ihre repressiven Maßnahmen gegen andere NS-Opfergruppen. Vereinzelt wurden Angehörige der bürgerlichen oder kirchlichen Opposition verfolgt und deren Milieus beobachtet. Zudem ging die Gestapo ab diesem Zeitpunkt verstärkt gegen Zeugen Jehovas, Homosexuelle und auch sogenannte Asoziale vor. Auch Juden gerieten zunehmend in den Fokus von staatspolizeilichen Repressionsmaßnahmen.
Mit Beginn des Zweiten Weltkrieges setzte der „Krieg im Inneren“ ein und damit auch ein Bedeutungszuwachs für staatspolizeiliche Verfolgungsmaßnahmen. Bereits am 1. September 1939 wurden im Deutschen Reich potentielle Kriegsgegner festgenommen und in Konzentrationslager eingewiesen. Unter den Verhafteten befanden sich auch 53 sozialdemokratische und kommunistische Arbeiter aus Hamburg und Schleswig-Holstein, die in das KZ Sachsenhausen überstellt wurden. Über die Stimmung in der Bevölkerung zum Kriegsgeschehen und die kriegsbedingt schwierige Versorgungslage holten Gestapobeamte durch eigene Beobachtungen oder Zuträger Informationen ein, die in Stimmungsberichten verarbeitet wurden. Nicht regimekonforme Meinungsäußerungen oder unangepasstes Verhalten mündeten oft in Festnahmen, so ging die Gestapo in Hamburg auch gegen Swing-Jugendliche vor. Von den bis zu 1500 Hamburger Swing-Jugendlichen wurden mehr als 400 festgenommen und bis zu 70 der Verhafteten später in das KZ Moringen, das KZ Uckermark oder das KZ Neuengamme eingewiesen.

### Judenreferat
Das Judenreferat der Staatspolizeileitstelle Hamburg war maßgeblich in die Verfolgung der Hamburger Juden involviert. Zunächst war es Teil der Abteilung II B 2 und bestand ab 1938 als eigenständiges Referat. Bis 1941 war es beim Stadthaus in der Düsternstraße untergebracht, anschließend in der Rothenbaumchaussee 38, wo sich bis zum November 1938 das Verwaltungsgebäude der Jüdischen Gemeinde befunden hatte. Ab dem Spätsommer 1943 befand sich das Judenreferat in der Nähe der St. Pauli-Landungsbrücken am Johannisbollwerk 19. Die Aufgaben dieser Abteilung umfassten die Überwachung jüdischer Einrichtungen und auch die Auswertung von entsprechenden Informationen anderer behördlicher Stellen. Gestapobeamte des Judenreferats nahmen Razzien und teils Verhaftungen in jüdischen Institutionen vor und waren an der Misshandlung jüdischer Bürger beteiligt. Mitarbeiter des Jüdischen Religionsverbandes Hamburg e. V. (bis 1938 Jüdische Gemeinde Hamburg) wurden gezwungen, Deportationslisten zu erstellen.
Neben Beamten der Ordnungspolizei waren auch Gestapomitarbeiter des Judenreferats an der Durchführung von Deportation der Hamburger Juden in die Konzentrations- und Vernichtungslager beteiligt. Die Abteilung wurde von 1941 bis 1943 von Claus Göttsche geleitet, sein Nachfolger Hans Stephan bekleidete die Funktion bis Kriegsende. Vom Hannoverschen Bahnhof wurden zwischen Oktober 1941 bis Februar 1945 in 17 Transporten 5848 Juden deportiert, von denen über 5000 Opfer des Holocaust wurden.

### Ausländerreferat
In Hamburg leisteten mehr als 400.000 Menschen aus den im Zweiten Weltkrieg besetzten Ländern Zwangsarbeit zur Kompensation der zum Kriegsdienst eingezogenen deutschen Arbeitskräfte. Das Ausländerreferat der Staatspolizeileitstelle Hamburg koordinierte zwischen den zuständigen Polizeidienststellen und Betrieben die Überwachung der Zwangsarbeiter, da Sabotage, Bildung von Widerstandsgruppen, Rebellion und auch Beziehungen zwischen Deutschen und sogenannten Fremdvölkischen verhindert werden sollten. Dem von Albert Schweim geleiteten Ausländerreferat gehörten ab 1942 etwa 45 Beschäftigte an, die in kleineren Einheiten für Zwangsarbeiter einzelner Staaten zuständig waren. In den mehr als 1200 Lagern für Zwangsarbeiter arbeiteten die Mitarbeiter des Ausländerreferats mit den jeweiligen Lagerleitungen zusammen und unterhielten dort Spitzelnetze. Bekannt gewordene Zuwiderhandlungen gegen Vorschriften wurden rigoros verfolgt und konnten Exekutionen nach sich ziehen. Die Einweisungen in das Arbeitserziehungslager Langer Morgen wurden hauptsächlich durch Angehörige des Ausländerreferats vorgenommen.
Im Wehrkreis X war das Ausländerreferat auch für die dortigen Offizierslager (Oflag) und Stammlager (Stalag) zuständig, wo dessen Verantwortliche Exekutionen anordnen konnten bzw. selbst durchführten.

### Verfolgung des Hamburger Widerstands
Neben weitgehenden Vollmachten für die Staatspolizeistellen zum Vollzug von „Sonderbehandlungen“ verfügte am 12. Juni 1942 der Leiter des Amts IV im RSHA Heinrich Müller den „Sondererlass zur verschärften Vernehmung“ zur Bekämpfung des organisierten Widerstandes. Dieser Erlass bevollmächtigte Gestapobeamte bei vermuteter Auskunftsverweigerung, Verdächtige schwer zu misshandeln und bis hin zu deren Tod Aussagen zu erpressen. Dieser Sondererlass bezog sich ausschließlich auf „Kommunisten, Marxisten, Bibelforscher, Terroristen, Angehörige von Widerstandsbewegungen, Fallschirmagenten, Asoziale, polnische oder sowjetische Arbeitsverweigerer“. Nach Inkrafttreten des Erlasses richtete man innerhalb der Hamburger Gestapodezernats „Marxismus-Kommunismus“ im Juli 1942 das „Sonderreferat 1a1“ unter Kriminalinspektor Fritz Knuth ein. Das RSHA entsandte Mitte Oktober 1942 die Ermittler Horst Kopkow sowie dessen Mitarbeiter Walter Habecker von der Sonderkommission Rote Kapelle nach Hamburg, die als Folterinstrumente Arm- und Wadenklemmen zur Aussageerpressung mitbrachten. Mitarbeiter des Sonderreferats verwendeten ebenfalls Folterwerkzeuge zur Erzwingung von Geständnissen. Einer Gestapoangestellten erklärte der Kriminalsekretär Henry Helms zu den Wadenklemmen, dass es „eine Freude“ sei, „wie die Leute dabei hopsen und springen“.
Um Gegner des NS-Regimes zu ermitteln war die Gestapo auf Zuträger aus Behörden, Betrieben und anderen Polizeidienststellen angewiesen. Auch durch Denunzianten gelang es der Gestapo NS-Gegner festzunehmen, wie beispielsweise im Februar 1942 die kleine Gruppe widerständiger Jugendlicher um Helmuth Hübener. V-Leute waren die wichtigsten Informanten der Gestapo, bekannte V-Leute der Hamburger Gestapo waren beispielsweise Maurice Sachs und Alfons Pannek. Der zur Kollaboration gezwungene ehemalige Kommunist Pannek arbeitete unter Helms als Agent Provocateur. Pannek, der hunderte Hamburger Widerstandskämpfer an die Gestapo verriet, betrieb aus Tarngründen einen Lesemappenvertrieb sowie eine Bücherei und unterhielt dort selbst einen V-Leute-Apparat mit eigener Sekretärin.
Während des Krieges zerschlug die Hamburger Gestapo mehrere Widerstandsgruppen: Im Oktober 1942 deckte man die Aktivitäten der Bästlein-Jacob-Abshagen-Gruppe auf, danach wurden über 100 Mitglieder dieser Widerstandsgruppe durch die Gestapo festgenommen. Über 70 der Inhaftierten starben nach ihrer Gefangennahme, wurden hingerichtet oder durch Gestapomitarbeiter ermordet. Nachdem die Bästlein-Jacob-Abshagen-Gruppe aufgeflogen war, geriet die Etter-Rose-Hampel-Gruppe ins Visier der Gestapo. Dieser antimilitaristische Freundeskreis junger NS-Gegner, seitens der Gestapo als „Gruppe der Nichtvorbestraften“ bezeichnet, wurde zerschlagen und die Mitglieder mehrheitlich vor Gericht gestellt und hingerichtet. Im Herbst 1943 begannen Ermittlungen der Gestapo zu den Aktivitäten der Hamburger Weißen Rose. Von November 1943 bis März 1944 wurden 30 Personen aus dem Umfeld der Gruppe festgenommen, von denen acht die Befreiung vom Nationalsozialismus nicht erlebten. Zuletzt verfolgte die Gestapo im März 1945 die Widerstandsgruppe Kampf dem Faschismus (KdF), mehrere ihrer Mitglieder wurden auf Anordnung der Gestapo kurz vor Kriegsende ermordet.
Im Rahmen der Aktion Gewitter wurden wenige Wochen nach dem gescheiterten Attentat vom 20. Juli 1944 auf Adolf Hitler in Hamburg elf sozialdemokratische Politiker und die ehemalige kommunistische Bürgerschaftsabgeordnete Antonie Schmidt durch die Gestapo verhaftet und in Schutzhaft genommen.

### Kriegsende
Für den Fall eines Einmarsches alliierter Truppen nach Hamburg trafen der Höhere SS- und Polizeiführer Georg-Henning von Bassewitz-Behr, der Leiter der Hamburger Kriminalpolizei Johannes Thiele, sowie der Hamburger Gestapochef Josef Kreuzer bereits im Frühjahr 1944 Vorbereitungen zur Räumung des Polizeigefängnisses Fuhlsbüttel, da diese Häftlinge nicht durch alliierte Truppen befreit werden sollten. Nach weiteren Abstimmungen mit leitenden Gestapomitarbeitern wurden Anfang 1945 drei Listen angefertigt: Eine Liste enthielt die Namen derjenigen Häftlinge die entlassen werden sollten und eine weitere listete die zu „evakuierenden“ Häftlinge auf, welche am 12. April den Todesmarsch zum Arbeitserziehungslager Nordmark in Kiel-Hassee antreten mussten. Auf einer dritten Liste waren 71 zur Exekution bestimmte Häftlinge aufgeführt, die während der Endphaseverbrechen im KZ Neuengamme ermordet wurden.
Vom 14. April bis zum 18. April 1945 mussten Häftlinge belastendes Material der SS- und Polizeidienststellen zum Untersuchungsgefängnis transportieren und im dortigen Kesselhaus verbrennen. Auch am Wallgraben beim Sievekingsplatz wurden Karteien, Akten, Verhörprotokolle, Personalunterlagen und sonstige Dokumente mittels Benzin verbrannt. Die Gestapomitarbeiter sollten untertauchen und sich dem Werwolf anschließen. Die Gestapo-Spitzel wurden aufgefordert Hamburg vorübergehend zu verlassen.

## Nachkriegszeit, Aufarbeitung und Gedenken
Nach Kriegsende wurde die Hamburger Polizei durch die britische Militärverwaltung umgehend entnazifiziert. Da die Gestapomitarbeiter als Angehörige einer verbrecherischen Organisation galten, versuchten Fahnder der britischen Besatzungsbehörden die Aufenthaltsorte dieser Personengruppe zwecks Festnahme und Internierung zu ermittelten.
Der ehemalige Gestapoleiter Seetzen und der Judenreferent Göttsche begingen bei ihrer Festnahme Suizid. Andere, wie Streckenbach und der ehemalige Leiter des Fahndungskommandos Kraus, gerieten in sowjetische Kriegsgefangenschaft. Während Kraus in sowjetischer Kriegsgefangenschaft starb, kehrte Streckenbach 1955 nach Hamburg zurück und lebte von der Justiz unbehelligt bis an sein Lebensende in seiner Heimatstadt. Die ehemaligen Leiter der Gestapo Kreuzer, Blomberg und Kuhl wurden wegen Verbrechen an alliierten Staatsangehörigen von britischen Militärgerichten verurteilt: Blomberg und Kuhl wurden hingerichtet und Kreuzer erhielt eine lebenslange Haftstrafe. Auch der ehemalige Kommandant des Polizeigefängnisses Fuhlsbüttel Willi Tessmann wurde durch ein britisches Militärgericht zum Tode verurteilt und hingerichtet, während sein Vorgänger Johannes Rode in britischer Internierung starb.
Bis 1946 wurden 340 Bedienstete der Hamburger Gestapo in Gewahrsam genommen, etwa 40 waren noch flüchtig. Das Hamburger Komitee ehemaliger politischer Gefangener arbeitete den alliierten Dienststellen zu, die mit der Verfolgung von Kriegsverbrechen und entsprechenden Prozessvorbereitungen befasst waren. Auch die Hamburger Oberstaatsanwaltschaft, die Verbrechen von Deutschen an Deutschen untersuchte, bat das Komitee um Unterstützung bei ihren Ermittlungen. Dieses Komitee half u. a. durch die Beibringung belastender Dokumente bei den Vorermittlungen zum Neuengamme-Hauptprozess und den Prozessen mit dem Verfahrensgegenstand Verbrechen im Polizeigefängnis Fuhlsbüttel, die im Rahmen der Curiohaus-Prozesse stattfanden.
Der bekannteste Prozess gegen Hamburger Gestapomitarbeiter fand vom 9. Mai 1949 bis zum 2. Juni 1949 vor dem Schwurgericht am Landgericht Hamburg statt und wird nach dem Hauptangeklagten auch als Helms-Prozess bezeichnet. Dieses Verfahren wurde gegen zwölf Gestapomitarbeiter und -Spitzel des Dezernats Marxismus-Kommunismus u. a. wegen Verbrechen gegen die Menschlichkeit durchgeführt. Unter den Angeklagten befanden sich neben Helms und Pannek auch drei weibliche Beschuldigte, die als Angestellte der Gestapo beziehungsweise V-Leute tätig waren. Verfahrensgegenstand waren Misshandlungen mit Todesfolge, Aussageerpressungen, Freiheitsberaubung, KZ-Einweisungen, die Hinrichtung der 71 Häftlinge des Polizeigefängnisses Fuhlsbüttel im April 1945, Denunziationen, Bespitzelungen und die Unterschlagung von Wertgegenständen festgenommener Personen. Am 2. Juni 1949 verkündete das Gericht die Urteile: Pannek wurde zu zwölf Jahren Zuchthaus und Helms zu neun Jahren Haft verurteilt. Des Weiteren wurden sieben Haftstrafen zwischen einem und vier Jahren verhängt. Die drei weiblichen Angeklagten wurden freigesprochen. Der Oberste Gerichtshof der Britischen Zone prüfte am 5. September 1950 die eingereichten Revisionsanträge. Das Urteil gegen Pannek, der wegen seiner Spitzeltätigkeit für die Gestapo und den daraus resultierenden Folgen für die Opfer in erster Instanz zu zwölf Jahren Haft verurteilt worden war, erlangte nach der Revision keine Rechtskraft und wurde später aus formalen Gründen eingestellt. Den Revisionsanträgen von Helms und einem weiteren Angeklagten wurde nicht stattgegeben. Pannek wurde umgehend und Helms vorzeitig im November 1953 aus der Haft entlassen.
Bis Mai 1950 entließ man im Rahmen der Entnazifizierung über 1.300 Beamte aus dem Polizeidienst in Hamburg, darunter die Gestapobeamten. Als sogenannte 131er wurden danach jedoch etliche wieder in den Hamburger Polizeidienst übernommen. Ob dies in Hamburg auch für Gestapobeamte zutrifft, ist nicht gesichert, zumindest bemühten sich beispielsweise Ingo Eichmann und Walter Abraham erfolglos um erneute Übernahme in die Hamburger Polizei.
Eine umfassende Studie zur Hamburger Gestapo liegt bis heute nicht vor, da bei der Zerstörung des Stadthauses im Juli 1943 auch die Unterlagen der Staatspolizeileitstelle verbrannten und gegen Kriegsende weiteres belastendes Material vernichtet wurde. Einschlägige Publikationen behandeln die Hamburger Gestapo lediglich am Rande bzw. über nur einen begrenzten Zeitraum oder Teilbereich.

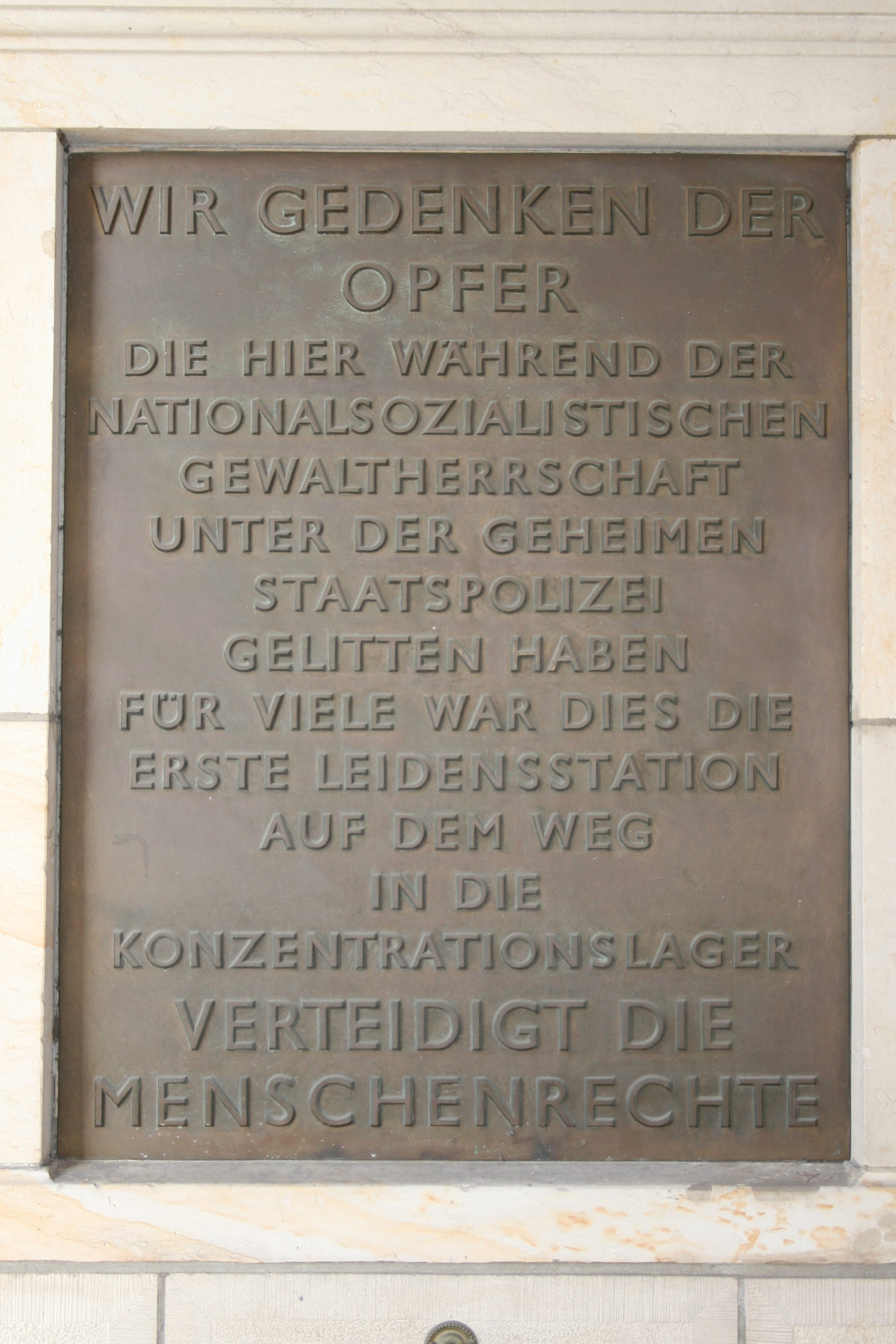
Gedenktafel für die Gestapoopfer im Eingang des Stadthauses Hamburg.

Das ehemalige Gestapo-Hauptquartier an der Stadthausbrücke 8 wurde nach Kriegsende u. a. von der Hamburger Baubehörde genutzt. Bis 1980 gab es dort keine Hinweise auf die Nutzung des Gebäudes im Nationalsozialismus. Mitarbeiter der Baubehörde setzten sich 1980 mit Spendenaufrufen und der Broschüre „Dokumentation Stadthaus in Hamburg. Gestapo-Hauptquartier von 1933 bis 1943“ dafür ein, am Haupteingang des Gebäudes eine Gedenktafel für die Opfer der Gestapo anzubringen. Diese Anregung wurde 1984 umgesetzt. Zum Gedenken an drei Männer, die im Gestapo-Hauptquartier zu Tode kamen, wurden 2008 und 2009 insgesamt drei Stolpersteine vor dem Haupteingang der Behörde für Stadtentwicklung und Umwelt an der Stadthausbrücke 8 verlegt.
Der Hamburger Senat beschloss 2009 den Verkauf des Stadthauses an einen Privatinvestor. Im Rahmen des 2009 veröffentlichten „Gesamtkonzepts für Orte des Gedenkens an die Zeit des Nationalsozialismus 1933–1945 in Hamburg“ des Hamburger Senats wurde festgelegt, dass der Investor im Stadthaus eine Dokumentationsstätte für das Gedenken an die Opfer der Polizeigewalt einrichtet. In Vorbereitung für die Einrichtung einer entsprechenden Gedenkstätte sichteten Mitarbeiter der KZ-Gedenkstätte Neuengamme historisches Material und initiierten die Ausstellung Dokumentation Stadthaus. Die Hamburger Polizei im Nationalsozialismus mit umfangreichem Begleitprogramm, die vom 19. Januar bis 10. Februar 2012 im Hamburger Rathaus zu sehen war.